# Denzel Ward
Denzel Ward (28 aprile 1997) è un giocatore di football americano statunitense che milita nel ruolo di cornerback per i Cleveland Browns della National Football League (NFL).

## Carriera universitaria
Al college Ward giocò a football con gli Ohio State Buckeyes dal 2015 al 2017. Divenuto titolare nell'ultima stagione, mise a segno 30 tackle e 2 intercetti, venendo premiato come All-American.

## Carriera professionistica
Il 26 aprile 2018 Ward fu scelto come quarto assoluto nel Draft NFL 2018 dai Cleveland Browns, il primo difensore chiamato. Ebbe un impatto immediato nella prima gara in carriera facendo registrare due intercetti su Ben Roethlisberger e 3 passaggi deviati nel pareggio contro i Pittsburgh Steelers venendo premiato come miglior rookie della settimana. Nel quinto turno mise a segno un altro intercetto e bloccò un tentativo di field goal avversario, venendo premiato come giocatore degli special team della AFC della settimana e di nuovo come rookie della settimana. A fine stagione fu convocato per il suo primo Pro Bowl dopo avere fatto registrare 53 tackle, 3 intercetti e 11 passaggi deviati in 13 presenze.
Nell'11º turno della stagione 2020 Ward mise a segno l'intercetto decisivo su Carson Wentz nel penultimo possesso, dando ai Browns la vittoria sui Philadelphia Eagles.
Nel 2021 Ward fu convocato per il suo secondo Pro Bowl dopo avere fatto registrare 43 placcaggi, 3 intercetti e 10 passaggi deviati.
Il 18 aprile 2022 Ward firmò con i Browns un rinnovo quinquennale del valore di 100,5 milioni di dollari che lo rese il cornerback più pagato della lega.
Nel 2023 Ward fu convocato per il suo terzo Pro Bowl dopo avere fatto registrare 34 placcaggi, 2 intercetti e 11 passaggi deviati.
Nel 2024 Ward fu convocato per il suo quarto Pro Bowl dopo avere guidato la NFL con 19 passaggi deviati.

## Palmarès
- Convocazioni al Pro Bowl: 4

2018, 2021, 2023, 2024
- Rookie della settimana: 2

1ª e 5ª del 2018
- Giocatore degli special team della AFC della settimana: 1

5ª del 2018
- PFWA All-Rookie Team - 2018